# Euconulus trochiformis
Euconulus trochiformis är en snäckart som först beskrevs av Montagu 1803.  Euconulus trochiformis ingår i släktet Euconulus, och familjen konsnäckor. Arten är reproducerande i Sverige.